# 中里重利
中里 重利（なかざと しげとし、1930年12月24日 - 2015年5月12日）は、佐賀県唐津市出身の陶芸家。父は12代中里太郎右衛門（無庵）。兄は13代中里太郎右衛門。

## 人物
人間国宝認定の実父中里無庵に幼少時から師事し、父より引き継いだ古唐津の技術で無庵の片腕として窯を切り盛りした。
22歳のときに東京都の東京国立博物館で鑑賞した中国・宋時代の瓶に影響を受け、白生地のない唐津焼において重利が苦心の末に粉引技法を確立させるきっかけとなった。
また作陶の傍らに先人の唐津焼古窯跡を研究した成果が1973年（昭和48年）に開いた自身の窯「三玄窯」である。
作風は計算を重ねた精巧なフォルムであり、2001年のインタビューでは「ものすごく計算してある」「固定観念を捨て（中略）肩書きだけで選んではいけない」などと述べている。

## 略歴
1930年（昭和5年）12月24日、佐賀県唐津市に中里無庵の三男として生まれる。幼少時から父に師事し、後に有田青年学校にてろくろの基礎を教師に学んだ。
終戦後は実家に呼び戻され、1948年（昭和23年）頃までは作陶をほとんど中断し畑を開墾して過ごした。
1952年（昭和27年）、日展初入選。1956年（昭和31年）第5回現代日本陶芸展松坂屋賞を受賞し、1964年（昭和39年）にはアメリカ合衆国各都市およびメキシコの日本国外巡回を行った日本現代工芸美術展に出品した。
翌年の1965年（昭和40年）第8回日展にて出品作「三玄壷」が日展特選北斗賞を受賞。1966年（昭和41年）第9回日展出品作「灰釉壷」より無鑑査となり、作品は外務省買上となった。また同年、イタリアのローマで行われた日本現代工芸美術展に出品しており、1967年（昭和42年）にも2年連続でローマへ出品した。
1967年（昭和42年）第10回日展より日展委嘱となり、また1969年（昭和44年）の第8回日本現代工芸美術展より無鑑査となっている。日本現代工芸美術展においては1971年（昭和46年）の第10回より審査員を務めた。
1973年（昭和48年）、佐賀県唐津市神田山口に築窯。1976年（昭和51年）にはこの窯の名を日展に入選したかつての出品作品「三玄壺」と「天・地・人」をもじって「土・技・炎」の三位一体にちなみ三玄窯と名付けた。
1974年（昭和49年）には東京都および京都府において個展を開催、以後全国各地で開催するようになる。
1975年（昭和50年）、第14回日本現代工芸美術展にて会員賞および文部大臣賞を受賞。
1977年（昭和52年）に日展会員および日本現代工芸美術評議員を務める。日展においては1986年（昭和61年）より評議員となり、また同時に審査員も務めた。
1980年（昭和55年）、日本新工芸展にて会員賞・楠部賞を受賞。同年、中日国際陶芸展審査員を務めた。
1985年（昭和60年）より佐賀県陶芸協会理事を務める。同年、佐賀県芸術文化功労賞を受賞。
1993年（平成5年）、佐賀県教育委員会の表彰を受ける。1996年（平成8年）には佐賀県政功労賞を受賞した。
2000年（平成12年）にはイギリスの大英博物館で行われた「佐賀県陶芸展」に作品を出品した。2002年（平成14年）には地域文化功労者表彰および文部科学大臣表彰を受けた。
2003年（平成15年）には作陶55周年を記念し福岡で「中里重利展」が開催された
2015年（平成27年）5月12日、腎不全のため福岡県福岡市内の病院で死去、84歳没。
死後、作品は佐賀県佐賀市に寄贈された。

## 受賞歴
| 1952年 | 日展入選                                         |
| 1956年 | 第5回現代日本陶芸展松坂屋賞                      |
| 1965年 | 第8回日展特選北斗賞                              |
| 1975年 | 日本現代工芸美術展会員賞・文部大臣賞             |
| 1985年 | 日本新工芸展会員賞・楠部賞、佐賀県芸術文化功労賞 |
| 1993年 | 佐賀県教育委員会表彰                             |
| 1996年 | 佐賀県政功労賞                                   |
| 2002年 | 地域文化功労者表彰、文部科学大臣表彰             |